# Grand Prix Nicei
Grand Prix Nicei, oficj. Grand Prix automobile de Nice – wyścig samochodowy, odbywający się w latach 1932-1935, 1946-1947 w Nicei.

## Zwycięzcy
| Rok       | Zwycięzca       | Samochód        | Tor            | Wyniki         |
| --------- | --------------- | --------------- | -------------- | -------------- |
| 1932      | Louis Chiron    | Bugatti Type 51 | Nicea          | Wyniki         |
| 1933      | Tazio Nuvolari  | Maserati 8CM    | Nicea          | Wyniki         |
| 1934      | Achille Varzi   | Alfa Romeo P3   | Nicea          | Wyniki         |
| 1935      | Tazio Nuvolari  | Alfa Romeo P3   | Nicea          | Wyniki         |
| 1936–1945 | Nie rozgrywano  | Nie rozgrywano  | Nie rozgrywano | Nie rozgrywano |
| 1946      | Luigi Villoresi | Maserati 4CL    | Nicea          | Wyniki         |
| 1947      | Luigi Villoresi | Maserati 4CL    | Nicea          | Wyniki         |